# Brachionus lyratus
Brachionus lyratus är en hjuldjursart som beskrevs av K.S. Shephard 1911. Brachionus lyratus ingår i släktet Brachionus och familjen Brachionidae.

## Underarter
Arten delas in i följande underarter:
- B. l. lyratus
- B. l. tasmaniensis